# Мобилна операционна система
Мобилна операционна система (Мобилна ОС) е операционна система за смартфони и други мобилни устройства. Мобилните операционни системи съчетават в себе си функционалността на ОС с функциите на мобилни и джобни устройства: сензорен екран, комуникация, безжичен интернет, навигация, камера или видеокамера и микрофон, още разпознаване на реч, опции за диктофон, музикален плеър и други.
Устройствата за мобилна употреба (например, смартфони) имат опции за интернет браузване и използване на аналогични на Internet Explorer мобилни браузъри.
Операционните системи като Ubuntu Touch имат свойства и характеристики, които са адаптирани за сензорни екрани. Предложения към Canonical за мобилна версия на операционната система (сега вече известна като Ubuntu Touch), като  на дистрибуцията на Linux, която да е специално предназначена за смартфони има още от 2013, макар реално телефони с тази операционна система да се появяват преди 2 години. Операционната система е изградена на ядрото на Android Linux, използвайки драйвери и услуги за Android, но не използва никакъв Java-подобен код на Android.

## Виж още
- Мобилно устройство